# Rhinophylla
Genre
Rhinophylla est un genre de chauves-souris d'Amérique du Sud.

## Liste des espèces
- Rhinophylla alethina Handley, 1966
- Rhinophylla fischerae Carter, 1966
- Rhinophylla pumilio Peters, 1865